# Wood River (Illinois)
Wood River je grad u američkoj saveznoj državi Ilinois. Prema popisu stanovništva iz 2010. u njemu je živjelo 10.657 stanovnika.